# Well of Dreams
Well of Dreams (englisch Brunnen der Träume) ist ein Album der belgischen Funeral-Doom-Band Until Death Overtakes Me.

## Geschichte
Im Jahr 2011 stellte Stijn van Cauter, nach einem Hackerangriff auf seine Homepage der ein nicht näher benanntes Projekt um Monate zurückwarf, alle Veröffentlichungen all seiner Projekte ein. Eigenen Angaben nach, war ungewiss ob die Aktivitäten vorübergehend ruhten oder beendet waren. Zeitweilig schuf er keine weitere Musik. Zugleich gab er an, dass er noch über eine Fülle an unveröffentlichtem sowie unvollendetem Material verfüge. Eine Veröffentlichung räumte er bereits früh als Option ein.  Mit Singles und der Kompilation der Singles Well of Dreams begann er 2016 diese Idee zu verwirklichen. Die Stücke des Albums erschienen zum Großteil als Musikdownload vorab und wurden in der ersten Hälfte des Jahres 2016 für die Veröffentlichung in seinem Heimstudio Templa Libitina ohne externen Produzenten eingespielt. Well of Dreams erschien als erster Teil der Reihe Collected Works, die solche Single-Stücke ohne übergeordnetes Konzept kompellieren.

## Albuminformationen
Well of Dreams wurde als Album am 29. August 2016 veröffentlicht.

### Titelliste
1. Days Without Hope: 11:55
2. Ancient Light: 2:20
3. Deathcaller: 3:40
4. Ultraphrygian Prime: 16:51
5. Ruinous: 9:50
6. Magistralis: 3:26
7. Well of Dreams: 17:37
8. Ancient Light (alternative version): 2:22

### Umfang und Gestaltung
Van Cauter gab die Kompilation als Musikdownload über Bandcamp als Veröffentlichung seines Labels Void Overflow mit acht Titeln und einer Spieldauer von 68:01 Minuten heraus. Die Gestaltung übernahm van Cauter selbst. Das Cover zeigt einen Wald mit einem steinernen Brunnen aus dem ein bläuliches Leuchten herausstrahlt.

### Stil
Van Cauter nennt seine Musik „Ambient Funeral Muzak“ und bezieht sich auf den Crossover von Ambient beziehungsweise Dark Ambient und Funeral Doom. Auf Well of Dreams würde „das an sich schon schwierige Genre“ durch das Spiel von Until Death Overtakes Me eine dekonstruierende Klimax erfahren. Die Musik wird zunehmend „von Melodien und Arrangements befreit“, bis der Klang sich auflöse und „in verheerende Klanglandschaften und erstickende Dunkelheit, die den Zuhörer in abgründige Weiten einfängt und gefangen hält“ löst. Im Resultat träfe Funeral Doom auf eine Melange aus Dark Ambient, Neoklassik und Dungeon Synth im Stile von Burzum.

## Wahrnehmung
Das Album wurde selten rezipiert und erlangte nur geringen Erfolg. Wurde jedoch positiv aufgenommen, so sei es überraschend, dass die Zusammenstellung trotz gegebener Qualität kein größeres Publikum gefunden habe. Es sei ein meisterhaftes Comeback, das jedoch nur wenigen gefallen würde urteilte Lorenzo Ottolenghi für Metalitalia.com.